# Glen Moray

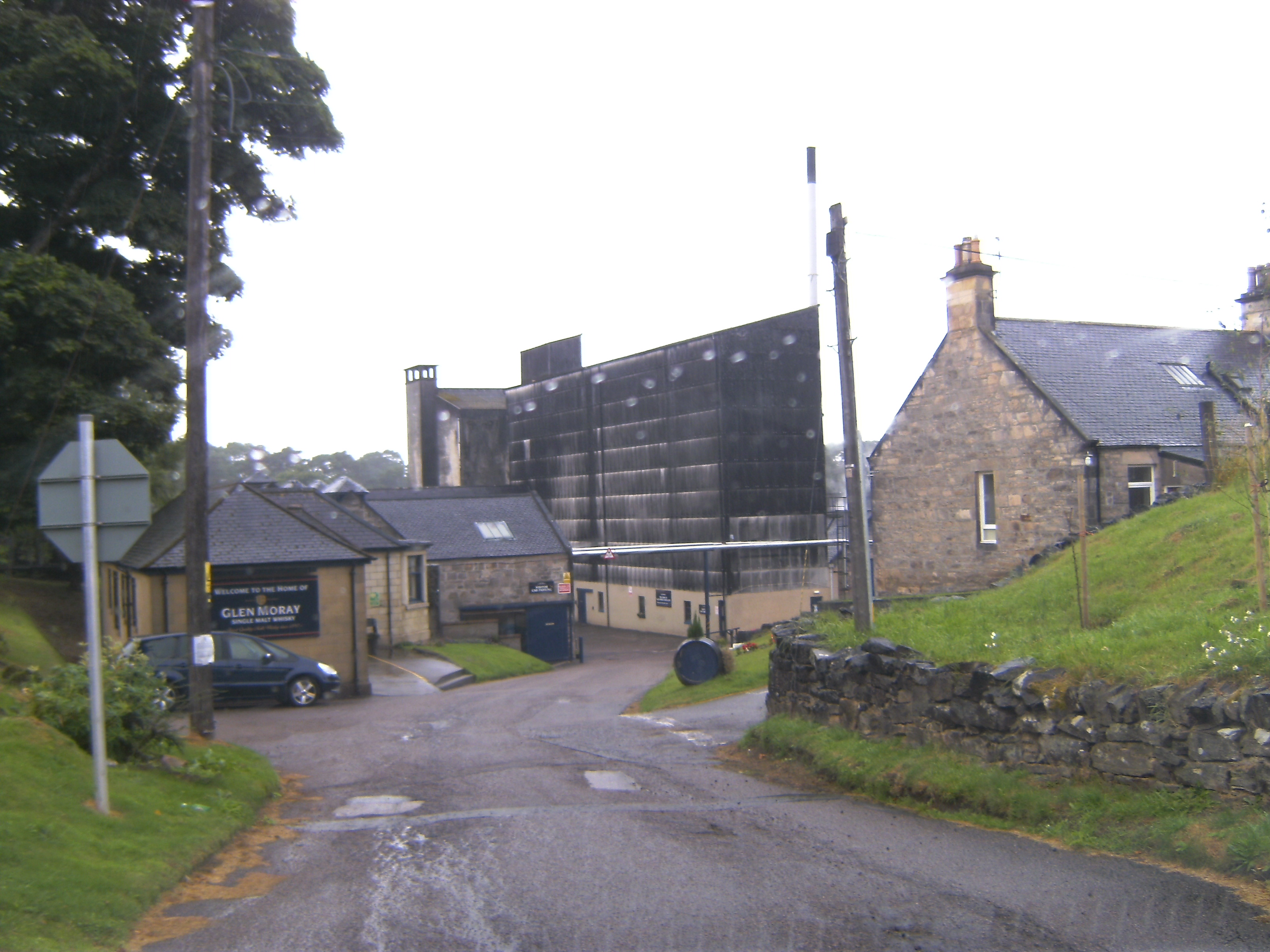
La destil·leria Glen Moray

Glen Moray és el nom d'una destil·leria de whisky situada a Elgin, al nord del Speyside, a la regió de Moray a Escòcia.
Glen Moray era inicialment una cerveseria i fou reconvertida en destil·leria equipada de dos alambics en 1897. Després d'un període de clausura entre 1910 i 1923, la destil·leria és reoberta i posada en servei pels posseïdors de la destil·leria Glenmorangie, les famílies MacDonald i Muir. L'any 1958, fou equipada amb dos nou alambics. La seva capacitat de producció actual és d'aproximadament 2 000 000 litres per any.
L'any 2008, la destil·leria fou venguda a la Martiniquaise per Glenmorangie Company Ltd.